# Dave Martin (Snookerspieler)
Dave Martin (* 9. Mai 1948) ist ein ehemaliger englischer Snookerspieler, der zwischen 1980 und 1995 Profispieler war. In dieser Zeit war er Zweiter des International Masters 1984 und erreichte Rang 24 der Snookerweltrangliste. Als Amateur stand er zwei Mal im Endspiel der English Amateur Championship.

## Karriere
Martin arbeitete zunächst in der britischen Handelsmarine und als Maschinenschlosser und Nordostengland, während der Snooker als Hobby ausübte. Mitte der 1970er-Jahre zog er nach London und traf dort Ron Gross. Er fasste dabei eine Karriere als professioneller Snookerspieler ins Auge. In der zweiten Hälfte der 1970er-Jahre gehörte er zu den führenden Amateuren Englands. Nachdem er bereits 1977 nur knapp das Finale der English Amateur Championship verpasst hatte, erreichte er dieses sowohl 1979 als auch 1980. In beiden Jahren verlor er allerdings und wurde „nur“ englischer Vize-Meister: 1979 unterlag er dem aufstrebenden Youngster Jimmy White, 1980 dessen Freund Joe O’Boye. Dazwischen erreichte er auch das Finale der Pontins Autumn Open 1979, musste sich aber auch hier geschlagen geben, diesmal Tony Knowles. Mitte 1980 gewann er mit dem Professional Ticket Event ein Qualifikationsturnier für die Profitour und wurde somit Profispieler. Nach seinem erfolglosen Debüt bei der Yamaha Organs Trophy 1981 besiegte er bei der Snookerweltmeisterschaft 1981 bereits den achtfachen Weltmeister John Pulman und erreichte die Runde der letzten 24. Somit platzierte er sich auch direkt auf der Snookerweltrangliste; der Einstieg auf Rang 24 blieb die beste Platzierung seiner Karriere.
Danach entwickelte sich Martin zu einem festen Bestandteil der erweiterten Weltspitze. Bei den in dieser Zeit erst neu eingeführten Weltranglistenturnieren (also jenen Turnieren mit Einfluss auf die Weltrangliste) konnte er regelmäßig gute Ergebnisse erzielen. So stand er bei den International Open 1983 und beim Professional Players Tournament 1983 im Achtelfinale. Auch bei der Snookerweltmeisterschaft, die als erstes Turnier bereits Mitte der 1970er-Jahre Einfluss auf die damals neu eingeführte Weltrangliste bekommen hatte, stand er regelmäßig in der Hauptrunde. Doch auch bei Turnieren ohne Einfluss auf die Weltrangliste zeigte Martin gute Ergebnisse: So Stand er bei den International Open 1981 im Halbfinale, während er beim International Masters 1984 die finale Gruppenphase erreichte und dort hinter Steve Davis Platz 2 belegte. Auf der Weltrangliste war er zwischen 1981 und 1984 konstant in den Top 30 geführt; Mitte 1984 belegte er mit Rang 26 die zweithöchste Platzierung seiner Karriere.
Auch danach konnte er zunächst seine Form beibehalten, wenngleich der Konkurrenzdruck durch die sukzessive Vergrößerung der Profitour immer größer wurde. Trotzdem erreichte Martin in den folgenden Jahren fast immer die Hauptrunden der Ranglistenturniere. Bei den British Open 1985 langte es sogar für eine Achtelfinalteilnahme, ansonsten schied er häufig in der Runde der letzten 32 aus. Nur bei der English Professional Championship konnte er ebenfalls regelmäßig das Achtelfinale erreichen, das Turnier hatte aber keinen Einfluss auf die Weltrangliste. Auf der Weltrangliste blieb er ebenfalls konstant in den unteren Top 30, so stand er Mitte 1987 auf Platz 27. In der nächsten Saison erreichte er beim Classic das einzige Viertelfinale eines Weltranglistenturnieres seiner Karriere. Da er aber sonst etwas früher ausschied als sonst, rutschte er erstmals aus den Top 30 hinaus. Da er fortan nur noch auf Platz 36 geführt wurde, musste er sich von nun an für die Hauptrunde der Weltranglistenturnier gesponsert qualifizieren.
Die Saison 1987/88 wurde Ausgangspunkt einer kontinuierlichen Abwärtsspirale: Martin schied nun häufig in der Qualifikation aus. Erreichte er doch mal eine Hauptrunde, verlor er dort direkt meist sein Auftaktspiel. Es dauerte bis zur UK Championship 1991, bis er wieder eine Runde der letzten 32 erreichte. Doch dieses Turnier sollte sein letzter großer Erfolg werden; danach verschlechterten sich seine Ergebnisse immer weiter. Abgestürzt auf Platz 190, beendete er 1995 seine Profikarriere. Danach zog er nach Oxford und später zurück in seine alte Heimat. Seinen Lebensunterhalt verdiente er eine Zeit lang als Manager eines Snookerclubs in Sheffield.

## Erfolge
| Ausgang         | Jahr | Turnier                              | Finalgegner   | Ergebnis     |
| --------------- | ---- | ------------------------------------ | ------------- | ------------ |
| Amateurturniere |      |                                      |               |              |
| Zweiter         | 1977 | English Amateur Championship – North | Sid Hood      | 3:8          |
| Sieger          | 1979 | English Amateur Championship – North | Colin Roscoe  | 8:2          |
| Zweiter         | 1979 | English Amateur Championship         | Jimmy White   | 10:13        |
| Zweiter         | 1979 | Pontins Autumn Open                  | Tony Knowles  | 0:7          |
| Sieger          | 1980 | English Amateur Championship – North | Colin Roscoe  | 8:3          |
| Zweiter         | 1980 | English Amateur Championship         | Joe O’Boye    | 9:13         |
| Sieger          | 1980 | Professional Ticket Event            | Eugene Hughes | 9:6          |
| Profiturniere   |      |                                      |               |              |
| Zweiter         | 1984 | International Masters                | Steve Davis   | Gruppenphase |